# سام کارتلج
سام کارتلج (انگلیسی: Sam Cartledge؛ 1882 – 16 january ۱۹۳۸ (۵۵−۵۶ سال)) بازیکن فوتبال بود.
از باشگاه‌هایی که در آن بازی کرده‌است می‌توان به باشگاه فوتبال گریمزبی تاون و باشگاه فوتبال وورکساپ تاون اشاره کرد.